# Talyllyn Railway
| |          |                                      |                                      |
| |          |                                      |                                      |
| Streckenlänge: | 11,67 km |                                      |                                      |
| Spurweite: | 686 mm   |                                      |                                      |
| |          |                                      |                                      |
| \| \| \| Bremsberg vom Steinbruch Bryn Eglwys \| \| \| \| Nant Gwernol \| \| \| \| Standseilbahn nach Abergynolwyn \| \| \| \| Abergynolwyn \| \| \| \| Quarry Siding \| \| \| \| Dolgoch \| \| \| \| Dolgoch-Viadukt \| \| \| \| Brynglas \| \| \| \| Tynllwyn Hen \| \| \| \| Rhydyronen \| \| \| \| Cynfal \| \| \| \| Fach Goch \| \| \| \| Hendy \| \| \| \| Tywyn Pendre (Werkstätten) \| \| \| \| Tywyn Wharf (Hauptbahnhof) \| \| \| \| Bahnhof Tywyn der Cambrian Line \| |          |                                      |                                      |
| Strecke (außer Betrieb) |          | Bremsberg vom Steinbruch Bryn Eglwys | Bremsberg vom Steinbruch Bryn Eglwys |
| Kopfbahnhof Strecke bis hier außer Betrieb |          | Nant Gwernol                         | Nant Gwernol                         |
| Abzweig geradeaus und ehemals von rechts |          | Standseilbahn nach Abergynolwyn      | Standseilbahn nach Abergynolwyn      |
| Bahnhof |          | Abergynolwyn                         | Abergynolwyn                         |
| Haltepunkt / Haltestelle |          | Quarry Siding                        | Quarry Siding                        |
| Bahnhof |          | Dolgoch                              | Dolgoch                              |
| Brücke über Wasserlauf |          | Dolgoch-Viadukt                      | Dolgoch-Viadukt                      |
| Bahnhof |          | Brynglas                             | Brynglas                             |
| Haltepunkt / Haltestelle |          | Tynllwyn Hen                         | Tynllwyn Hen                         |
| Bahnhof |          | Rhydyronen                           | Rhydyronen                           |
| Haltepunkt / Haltestelle |          | Cynfal                               | Cynfal                               |
| Haltepunkt / Haltestelle |          | Fach Goch                            | Fach Goch                            |
| Haltepunkt / Haltestelle |          | Hendy                                | Hendy                                |
| Bahnhof |          | Tywyn Pendre (Werkstätten)           | Tywyn Pendre (Werkstätten)           |
| Kopfbahnhof Streckenende |          | Tywyn Wharf (Hauptbahnhof)           | Tywyn Wharf (Hauptbahnhof)           |
| Bahnhof quer |          | Bahnhof Tywyn der Cambrian Line      | Bahnhof Tywyn der Cambrian Line      |

Die Talyllyn Railway (walisisch: Rheilffordd Talyllyn [ˌtæləˈhlɪn] ⓘ) ist eine eingleisige, nicht elektrifizierte Schmalspurbahn, die als Museumsbahn betrieben wird. Die Strecke ist 11,67 km lang und verläuft von Tywyn (/ˈtaʊɪn/; walisisch: /ˈtəu̯ɨn/) an der Küste von Mittelwales nach Nant Gwernol in der Nähe des Dorfes Abergynolwyn. Die Bahnlinie wurde im Jahr 1866 für den Schiefertransport von den Steinbrüchen bei Bryn Eglwys nach Tywyn errichtet. Sie war die erste Schmalspurbahn in Großbritannien, die Personen mit Dampftraktion befördern durfte.
Im Jahre 1951 wurde sie die erste von ehrenamtlichen Mitarbeitern betriebene Museumsbahn weltweit. Seit dieser Zeit ist sie eine Touristenattraktion. Im Laufe der Jahre wurden mehrere historische Lokomotiven und Wagen erworben oder nach historischen Vorbildern nachgebaut. Seit 1976 verkehren Personenzüge über den früher nur als Industriebahn genutzten Streckenteil von Abergynolwyn zur neuen Endstation Nant Gwernol. Im Jahr 2005 wurde der Bahnhof Tywyn Wharf renoviert und erweitert. Dabei erhielt das bisher nur provisorisch untergebrachte Museum zur Geschichte britischer Schmalspurbahnen (Narrow Gauge Railway Museum) ein neues Gebäude.

## Name und Spurweite
Der Name der Bahnlinie geht entweder auf die kleine Siedlung Tal-y-llyn (walisisch: „Ende des Sees“) zurück, in deren einstiger Kirchgemeinde das Ostende der Bahn liegt, oder auf den Tal-y-llyn-See, einen kleinen See am Fuß des Berges Cadair Idris, etwa 4 km nordöstlich der Endstation. (Tal-y-llyn Lake, der englische Name des Sees, ist seinerseits von der Ortschaft abgeleitet; auf Walisisch heißt der See Llyn Myngul.)
Die Spurweite von 686 mm (2 Fuß 3 Zoll) ist ungewöhnlich und wurde von nur drei weiteren Bahnen im Vereinigten Königreich genutzt – der nahen Corris Railway, die älter als die Talyllyn-Bahn ist und von der ein kurzes Stück heute ebenfalls als Museumsbahn betrieben wird, sowie der ehemaligen Plynlimon and Hafan Tramway und der Campbeltown and Machrihanish Light Railway, die später entstanden sind und nicht mehr existieren.

## Geschichte

### Anfänge und Bau der Strecke bis 1866

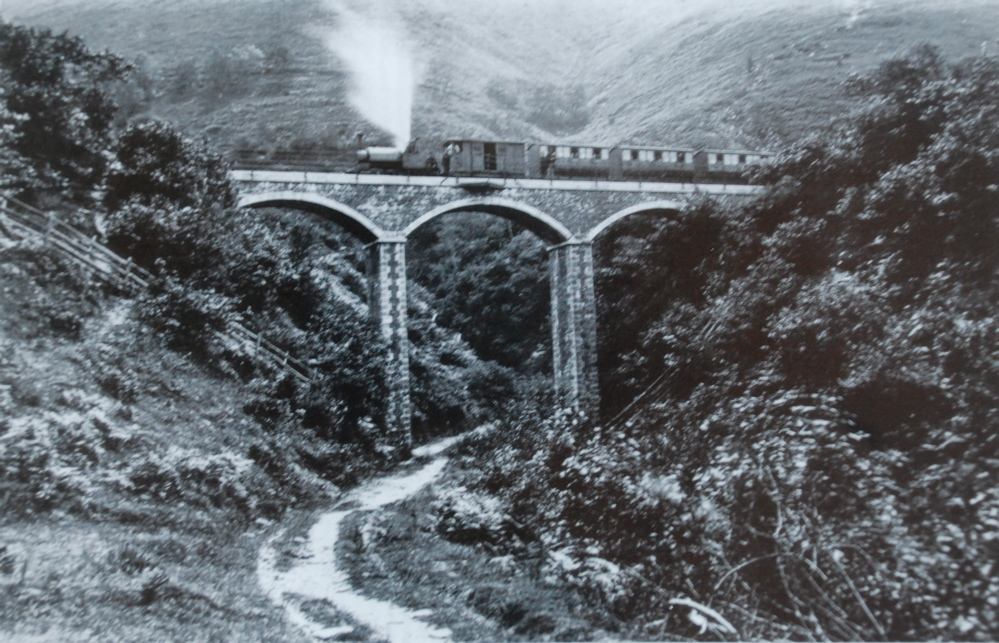
Lok Nr. 1 Talyllyn auf dem Dolgoch-Viadukt etwa 1867

In den Hügeln über Tywyn begann der übertägige Schieferbergbau in den 1830er Jahren. Es wurden kleine Steinbrüche und Testsohlen gegraben, aber in der Region entstand nur ein einziger großer Steinbruch: der von Bryn Eglwys, 11 km nordöstlich der Stadt. Der untertägige Abbau begann in den frühen 1840er Jahren. Im Jahr 1847 wurde der Schiefersteinbruch von dem örtlichen Landbesitzer John Pughe betrieben. Die fertig behauenen Schieferplatten wurden auf Packpferde geschnallt und zur Anlegestelle bei Pennal gebracht. Von dort wurden sie auf Flussschiffen nach Aberdyfi (auch Aberdovey geschrieben) gebracht und dort schließlich zum Weitertransport auf seetüchtige Schiffe verladen. Dieser umständliche und teure Transport stand einer Erweiterung des Steinbruchs im Wege. Im Jahr 1861 schnitt der Amerikanische Bürgerkrieg die Baumwollspinnereien in Nordwestengland vom Nachschub ab. Als dessen Folge suchte eine Reihe von Spinnereibesitzern nach neuen Geschäftsideen, um ihre Unternehmen zu diversifizieren. Einer dieser Industriellen, William McConnell aus Lancashire, hatte bereits 1859 ein Haus in der Umgebung von Dolgellau nördlich von Tywyn gekauft und gründete im Januar 1864 die Aberdovey Slate Company. Zu diesem Zweck pachtete er Ländereien des Grundbesitzers Lewis Morris aus Machynlleth einschließlich des Steinbruchs Bryn Eglwys.

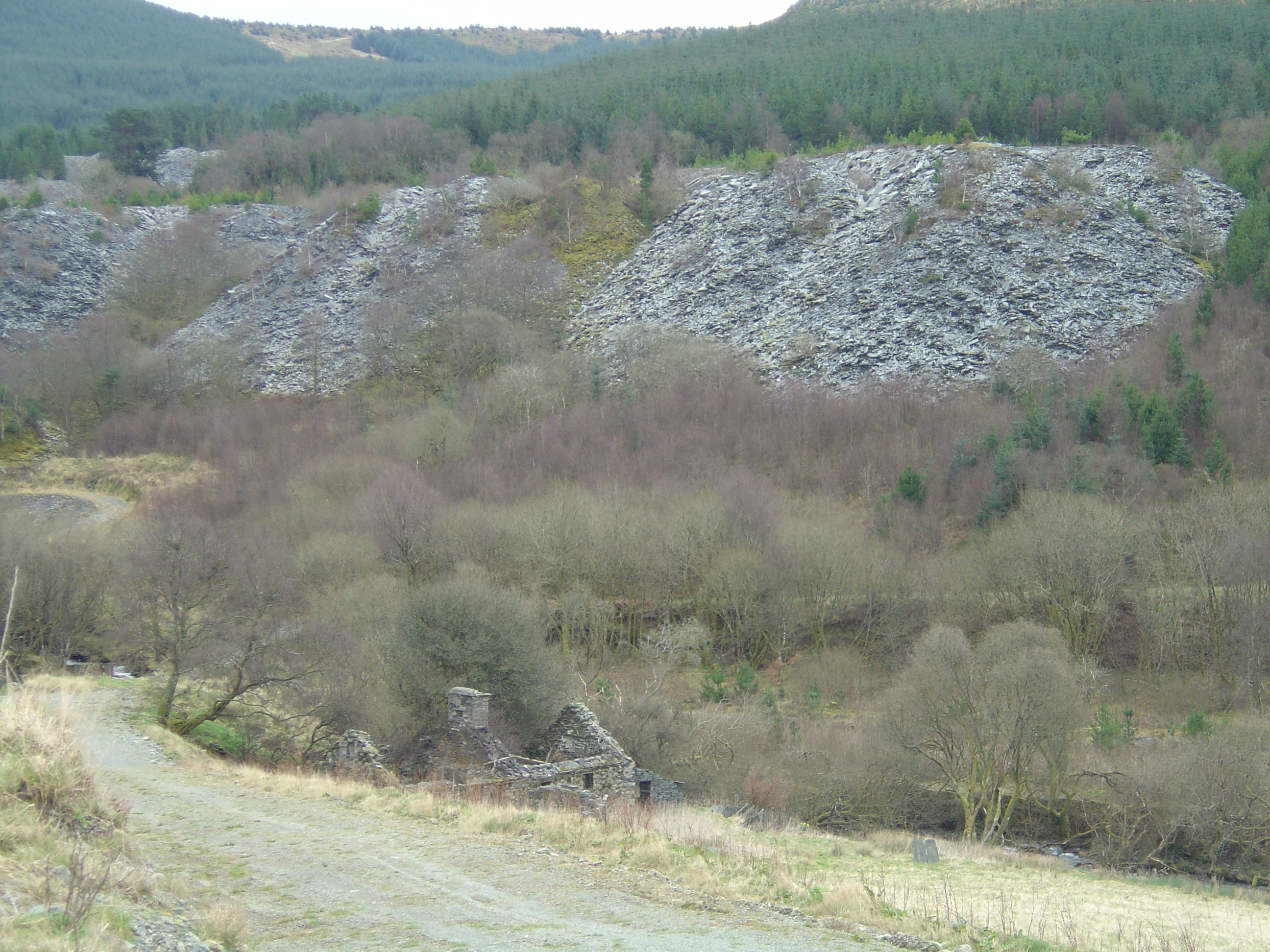
Die Überreste des Bryn-Eglwys-Steinbruchs 2008

McConnel machte sich daran, die Produktion von Bryn Eglwys zu steigern, und stellte 1865 Geld für den Bau einer Schmalspurbahn bereit, die den Steinbruch mit dem Hafen von Aberdyfi verbinden sollte. Zwischenzeitlich erreichte die normalspurige Aberystwith and Welsh Coast Railway, ausgehend von Machynlleth, im Jahr 1863 Tywyn. Deshalb entschloss sich McConnel, seine Bahn nach Tywyn zu bauen. Dies war der nächstgelegene Punkt, an dem sein Schiefer auf eine normalspurige Bahn umgeladen werden konnte.
Am 5. Juli 1865 wurde der Gesellschaft durch einen Beschluss des Parlaments die Erlaubnis erteilt, als öffentliche Eisenbahn Personenzüge zu betreiben. Der Ingenieur James Swinton Spooner wurde mit der Planung und Realisierung des Bahnbaus beauftragt. Er entwarf eine relativ gerade und stetig ansteigende Linienführung von Tywyn zum Steinbruch, und die Bauarbeiten konnten bald aufgenommen werden. Im September 1866 waren die Arbeiten so weit fortgeschritten, dass der Gutachter Captain Henry Tyler vom Board of Trade ein Anfangsgutachten erstellen konnte.

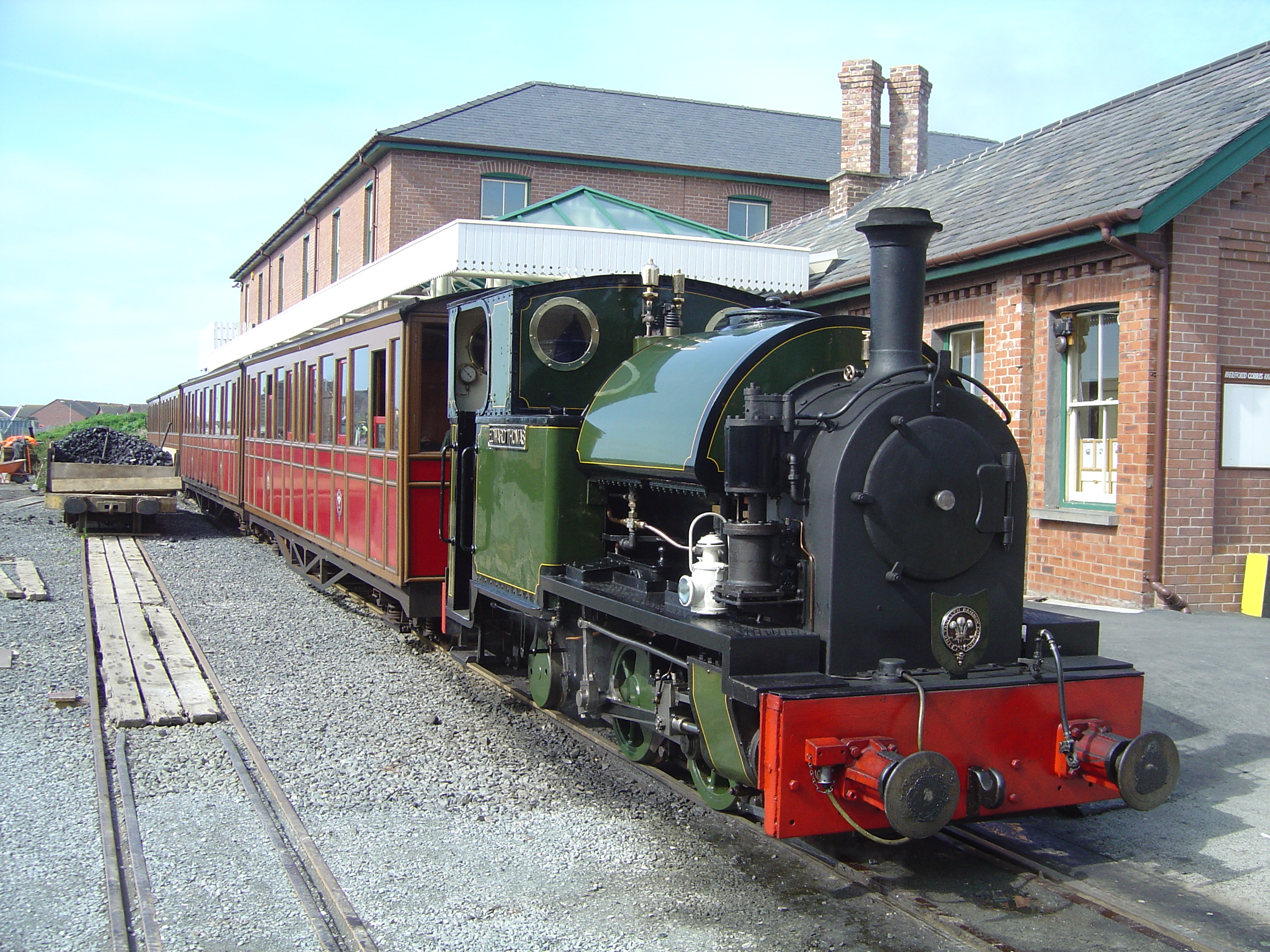
Türenlose Seite eines Zugs

In diesem wurde festgestellt, dass das Lichtraumprofil der Strecke zu klein war.
Die lichte Weite unter den Brücken betrug 280 cm, die Personenwagen hatten jedoch eine Breite von 161 cm. Diese Verhältnisse ließen auf jeder Seite nur einen Abstand von etwa 60 cm statt der geforderten 76 cm. Um dieses Problem preisgünstig zu lösen, schlug McConnel vor, dass die Türen der Personenwagen auf einer Seite dauerhaft geschlossen und die Schienen unter den Brücken nicht ganz in der Mitte verlegt wurden. Dadurch konnten die Passagiere auch dann aussteigen, wenn ein Zug unter einer Brücke anhalten musste. Tyler stimmte dem Vorschlag zu, und so haben die Personenwagen der Talyllyn-Bahn bis heute Türen nur auf einer Seite, eine Eigenschaft, die sie – wenngleich aus unterschiedlichen Gründen – mit der nahen Corris Railway teilt. Weiterhin verlangte Tyler Verbesserungen an den beiden Lokomotiven.
In der ersten Hälfte des Jahres 1866 wurden die notwendigen Änderungen ausgeführt und der Bau der Bahnlinie vollendet. Im Oktober 1866 begann die Bahn mit einem inoffiziellen Personenverkehr, obwohl dieser vom Board of Trade noch nicht genehmigt worden war. Bis die Linie offiziell genehmigt war, wurden Personen „auf eigene Gefahr“ und möglicherweise auch umsonst transportiert. Im November desselben Jahres kam Tyler noch einmal nach Tywyn, nahm die Strecke ab, schlug noch einige kleine Verbesserungen vor und genehmigte die offizielle Eröffnung der Strecke für den Personenbetrieb. Der erste Fahrplan wurde daraufhin im Dezember 1866 veröffentlicht.

### Blüte unter McConnel: 1866–1880

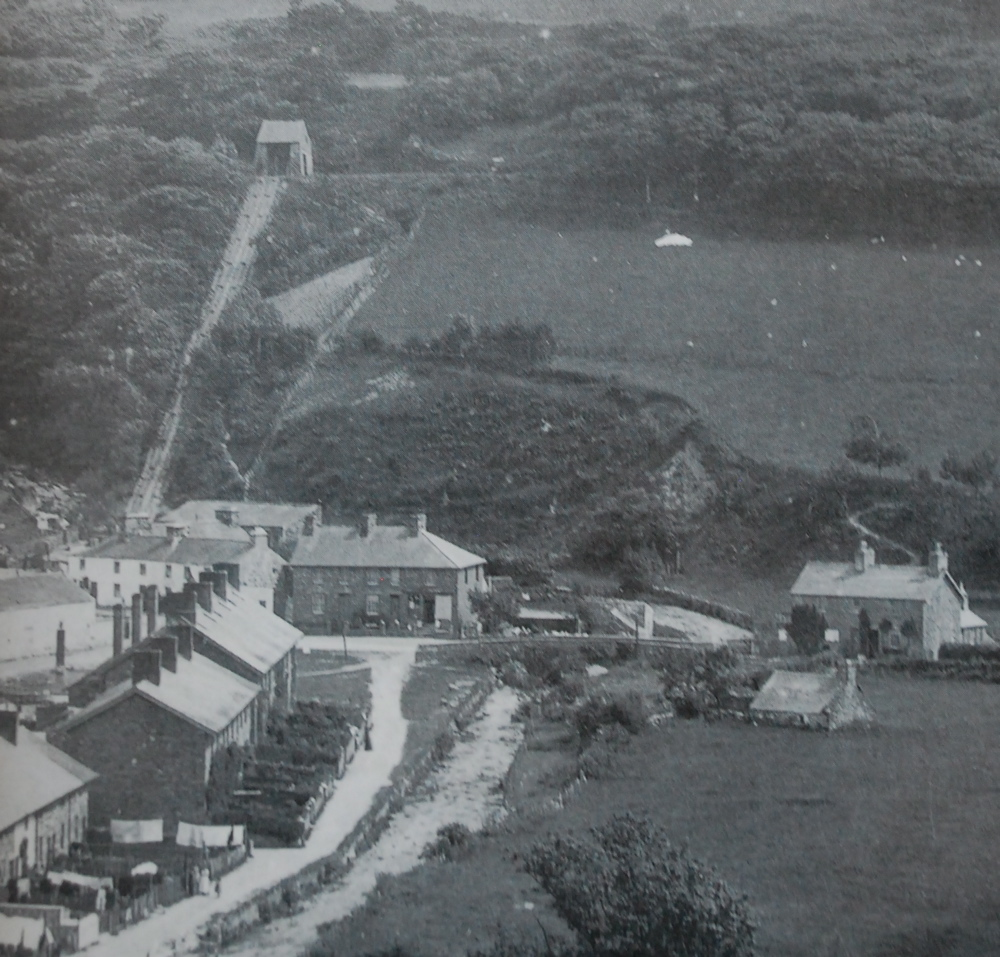
Die Standseilbahn hinunter nach Abergynolwyn etwa 1880

Bei der Eröffnung besaß die Bahn zwei Lokomotiven, einen Personenwagen und eine Reihe von Güterwagen. Um Kollisionen zu vermeiden, durfte immer nur eine Lokomotive unter Dampf sein („one engine in steam“). Ursprünglich stand die diensthabende Lokomotive in einem hölzernen Schuppen in Ty Dwr an der Güterstrecke oberhalb des Bahnhofs von Abergynolwyn, während die Werkstatt in Pendre gebaut wurde. Diese wurde am 17. Februar 1867 eröffnet, und von da an starteten die Züge in Pendre und nicht mehr in Abergynolwyn.
Seit der Eröffnung wurden die Bahnhöfe in Pendre und Abergynolwyn bedient. Seit 1867 auch Rhydyronen und seit 1873 auch Brynglas und Dolgoch. Bald nach der Eröffnung wurde zudem eine Zweigstrecke zum Dorf Abergynolwyn errichtet: Etwas östlich des Bahnhofs Abergynolwyn wurde eine steile Standseilbahn zum unterhalb liegenden Ort erbaut. Von deren Talstation ausgehend wurde der Ort durch Zweigbahnen erschlossen, auf denen Kohle, Baumaterial und andere Güter transportiert wurden. In der umgekehrten Richtung wurde der Inhalt der Sickergruben von Abergynolwyn mit der Standseilbahn hochgezogen und entlang der Strecke entsorgt.
Im Gegensatz zur benachbarten Corris Railway, die als Pferdebahn begann, benutzte die Talyllyn Railway von Anfang an Dampflokomotiven. Die ersten beiden Lokomotiven sind, obwohl von unterschiedlicher Bauart, beide von Fletcher, Jennings & Co. in Whitehaven (Cumbria) hergestellt worden. Sie sind bis heute in Betrieb und gehören zu den ältesten, die für eine so schmale Spur gebaut wurden. Da in 140 Jahren viele Bauteile ersetzt werden mussten, ist ein großer Teil ihrer heutigen Metallteile nicht mehr original. Die seltene Spurweite wurde möglicherweise von der Corris Railway übernommen. Beide Loks sind Tenderlokomotiven. Nr. 1 Talyllyn ist eine Satteltanklokomotive, während die Nr. 2 Dolgoch über einen Rahmenwasserkasten verfügt. Die Bahn beförderte Schiefer vom Steinbruch zur Ladestelle in Tywyn und Güter aller Arten zu den Orten an der Strecke. Öffentliche Personenzüge verkehrten zwischen Pendre und Abergynolwyn. Für die Schieferarbeiter fuhren inoffizielle Züge darüber hinaus bis zum Streckenende und damit an den Fuß des Alltwyllt-Bremsbergs im Nant-Gwernol-Tal.
Die Bahnlinie hatte in ihren ersten Jahren auch wirtschaftlichen Erfolg. Sie bediente den Steinbruch und die anliegenden Ortschaften. Im Jahr 1880 wurden im Steinbruch Bryn Eglwys 300 Arbeiter beschäftigt und 8.100 Tonnen gebrauchsfertiger Schiefer über die Bahn abtransportiert. Wichtig für die Bahn war auch der Personenverkehr, der sich von 11.500 Passagieren im Jahr 1867 auf über 23.000 (etwa 40.000 Einzelfahrten) im Jahr 1877 entwickelte.

### Wechselhafte Jahre: 1880–1910

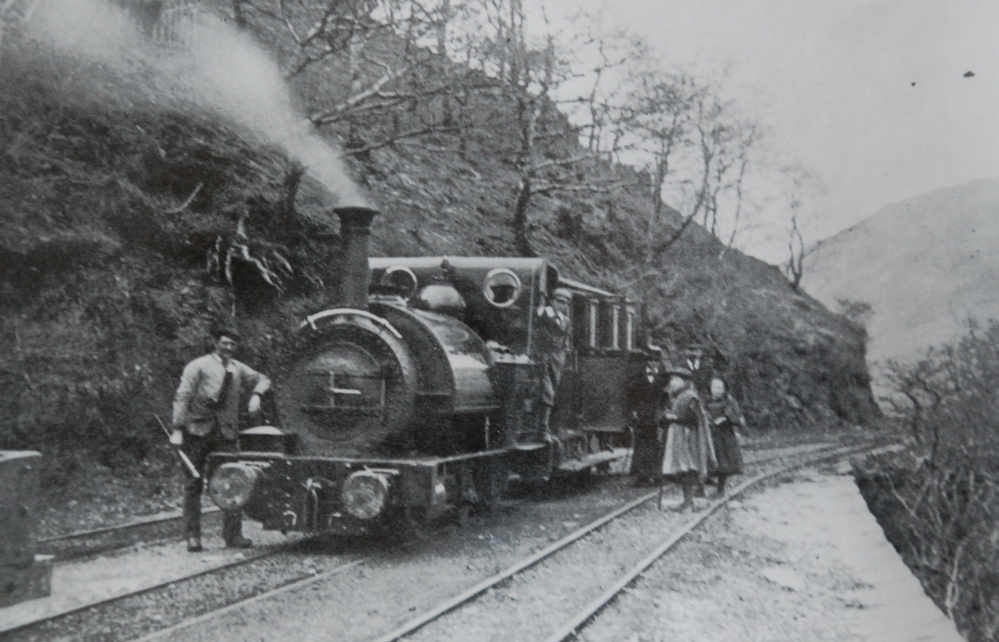
Talyllyn am Fuß des Alltwyllt-Bremsbergs, wo sich heute der Bahnhof Nant Gwernol befindet, 1890

Ab den 1880er Jahren kam die Corris Railway Grand Tour für Touristen in Mode. Diese war eine Rundtour über die Talyllin, die Corris und Cambrian Railway. Das Wegstück zwischen den Endpunkten der Talyllyn Railway und der Corris Railway am Tal-y-llyn-See nahe dem Cadair Idris wurde mit sogenannten Charabancs zurückgelegt. Diese waren eine in dieser Zeit in Großbritannien beliebte Art von oben offenen Pferdeomnibussen.
In der Schieferindustrie waren die beiden letzten Jahrzehnte des 19. Jahrhunderts von einem Nachfragerückgang geprägt. Für viele kleinere Steinbrüche wie den Steinbruch Bryn Eglwys brachen schwierige Zeiten an. Die Produktion halbierte sich bis 1890 auf 4.100 Tonnen pro Jahr. Aufgrund von Arbeitskämpfen stellte 1896 der Penrhyn-Steinbruch in Nord-Wales, einer der größten Schieferproduzenten, seine Produktion ein, was zu einer zeitweiligen Steigerung der Nachfrage in den anderen Schiefersteinbrüchen führte. Aufgrund der plötzlichen Nachfrage steigerte McConnel die Produktion von Schiefer in Bryn Eglwys. Er war jedoch nur an kurzfristigen Erträgen in der Restlaufzeit seines 1910 endenden Pachtvertrags interessiert. Er ließ neue Ebenen errichten, ohne dabei Vorkehrungen für die Beseitigung des Abraums zu schaffen, und verschob die Grenzen für sicheres Arbeiten in den bestehenden Abbaukammern durch Ausdünnung der Stützpfeiler zwischen den Kammern. Nach dem Ende des Pachtvertrags gab es keinen neuen Interessenten, der bereit war, den Steinbruch zu pachten, und man begann mit der Demontage seiner technischen Einrichtungen.

### Die Ära Haydn Jones: 1910–1950

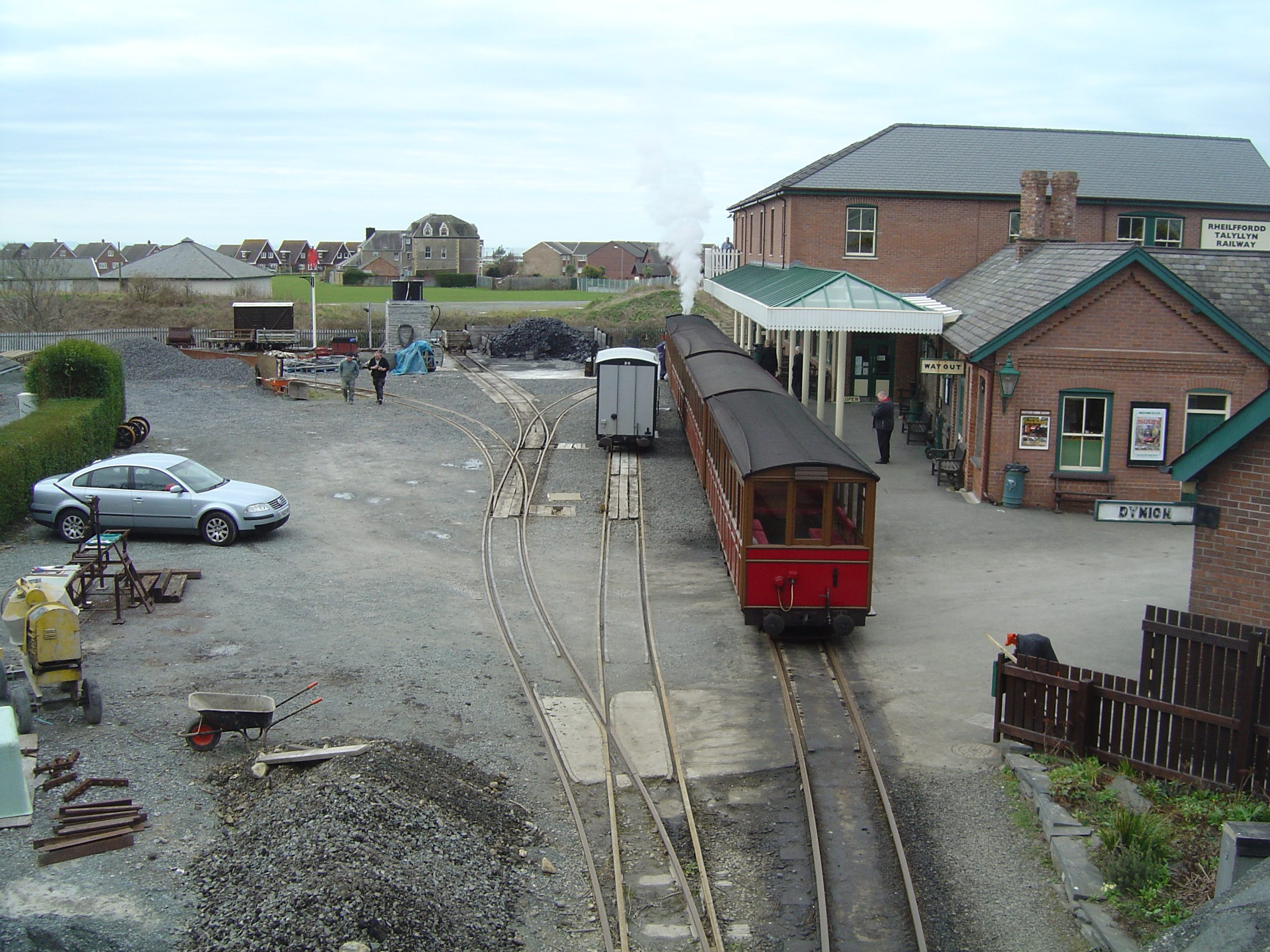
Bahnhof Tywyn Wharf, Ausgangspunkt der Bahnlinie, 2008

Der Bryn-Eglwys-Steinbruch war der wichtigste Arbeitgeber in der Region, und seine Schließung brachte große Probleme mit sich. Der örtliche Landbesitzer Henry Haydn Jones kaufte 1910 die Bergbaugesellschaft. Im gleichen Jahr wurde er auch für die Liberal Party für Merioneth in das Parlament gewählt. Er nahm den Steinbruch im Januar 1911 wieder in Betrieb, besaß jedoch keinerlei Kapital, das er in die Betriebsanlagen des Steinbruchs hätte investieren können. Die Arbeit im Steinbruch wurde zuerst im Bereich „Broad Vein“ wiederaufgenommen. Dort wurde relativ harter Schiefer abgebaut, der nicht sehr beliebt und damit schwerer zu verkaufen war.
Da dieser Schiefer kaum absetzbar war, wurde versucht, weicheren Schiefer aus dem Bereich „Narrow Vein“ abzubauen. Da Haydn Jones finanziell nicht in der Lage war in diesem Bereich neue Abbaukammern anzufahren, begann er wieder mit der gefährlichen Methode, die Stützpfeiler zu verschlanken, welche die Decke der Abbaukammern trugen. Dieses Vorgehen war bereits unter McConnel praktiziert worden, und Haydn Jones fuhr damit fort, solange er den Steinbruch besaß. Nach dem Ersten Weltkrieg steigerte ein kurzer Bauboom die Produktion wieder auf 4.100 Tonnen pro Jahr.

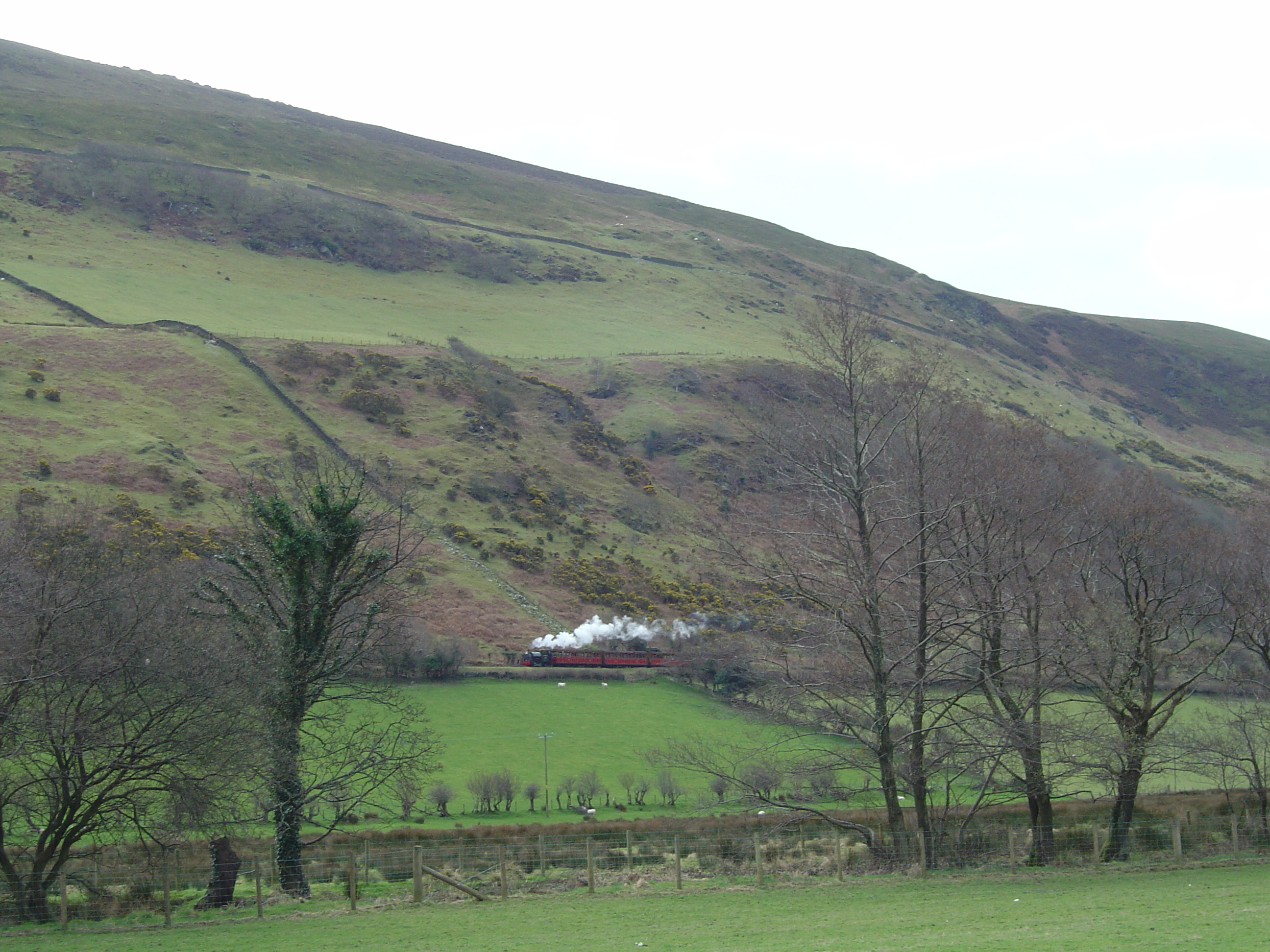
Ein Zug der Talyllyn Railway fährt zwischen Brynglas und Dolgoch das Fathew Valley hoch

In den 1920er-Jahren entwickelte sich der Tourismus: Großbritannien erholte sich vom Ersten Weltkrieg und Reisen wurde zunehmend populär. Die Zahl der Bahnpassagiere wuchs in den Sommermonaten beträchtlich und die Bahn musste ihre regulären Personenwagen durch mit Sitzen und Bänken ausgestattete Schiefertransportwagen ergänzen, um dem Besucheransturm Herr zu werden. Ein ungewöhnliches Angebot für Touristen war die Vermietung von Schiefertransportwagen an Fahrgäste. Diese wurden am Morgen nach Abergynolwyn hochgezogen, und am Abend konnten die Touristen mit den Wagen, alleine von der Schwerkraft angetrieben, wieder zurückfahren. Dieses Angebot wurde in den frühen 1930er Jahren jedoch wieder eingestellt. Die zusätzlichen Einnahmen durch den Touristentransport lieferten einen gewissen Beitrag zur Kostendeckung der Eisenbahn. Dennoch reichten sie während der ganzen Zeit, in der Haydn Jones die Bahn besaß, nicht aus, um die Bahn profitabel zu machen.
Die Pacht des Steinbruchs Bryn Eglwys lief 1942 aus, wurde aber zunächst Jahr für Jahr verlängert. 1946 gaben die geschwächten Pfeiler nach, was zu einem Einsturz beträchtlicher Teile des Steinbruchs führte. Dieser wurde nun als unsicher eingestuft und sofort geschlossen. Haydn Jones hatte versprochen, den Betrieb der Eisenbahn fortzuführen, solange er am Leben war. Daher lief die Bahn trotz der Einstellung des Steinbruchs vorerst weiter, wenn auch mit einem stark gekürzten Budget.
Als im Jahre 1947 das Britische Eisenbahnsystem verstaatlicht wurde, war die Talyllyn Railway als eine von nur wenigen in Betrieb befindlichen Eisenbahnen davon ausgenommen. Die Gründe dafür sind nicht überliefert. Es ist jedoch auffällig, dass die Eisenbahn bereits Jahrzehnte zuvor ihre öffentliche Bedeutung eingebüßt hatte und sie deshalb von der Bürokratie wohl einfach vergessen worden war. Zwischen 1947 und 1949 fuhr die Eisenbahn an zwei Tagen in der Woche. Am 2. Juli 1950 starb Haydn Jones, und die Schließung der Linie schien unausweichlich. Die Bahn verkehrte vorerst noch für den Rest der Sommersaison, welche am 6. Oktober endete.

## Erhaltung

### Rettung der Bahnlinie: 1951–1960

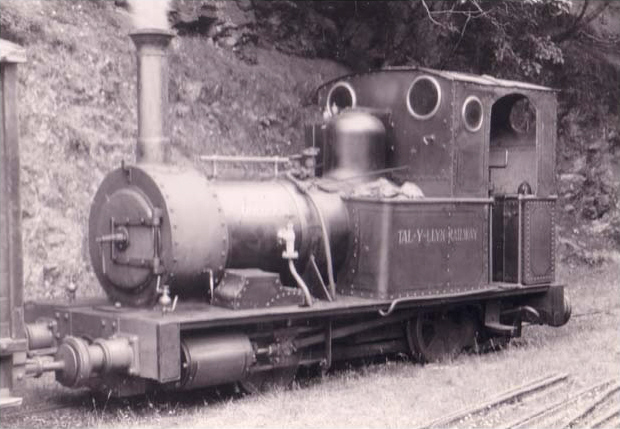
Lokomotive Nr. 2 Dolgoch in Abergynolwyn 1951

Während des Zweiten Weltkriegs und der direkt darauf folgenden Zeit begannen sich Eisenbahnfreunde insbesondere aus der Region um Birmingham für die Waliser Schmalspurbahnen zu interessieren. Es gab Vorschläge, eine der Linien – am besten die Ffestiniog Railway – zu erhalten. Im Sommer 1950 schrieb Tom Rolt einen Brief mit dem Vorschlag zur Rettung der Talyllyn-Bahn an die Birmingham Post. Er erhielt genügend positive Rückmeldungen, um zu einem Treffen am 11. Oktober 1950 im Imperial Hotel in Birmingham einzuladen. Etwa 70 Personen nahmen an diesem Treffen teil, und Rolt schlug die Gründung eines Komitees vor mit dem Ziel, die Eisenbahn zu erwerben. Schon am 23. Oktober traf sich das Komitee zum ersten Mal und nahm sofort Verhandlungen mit den Nachlassverwaltern von Haydn Jones auf.

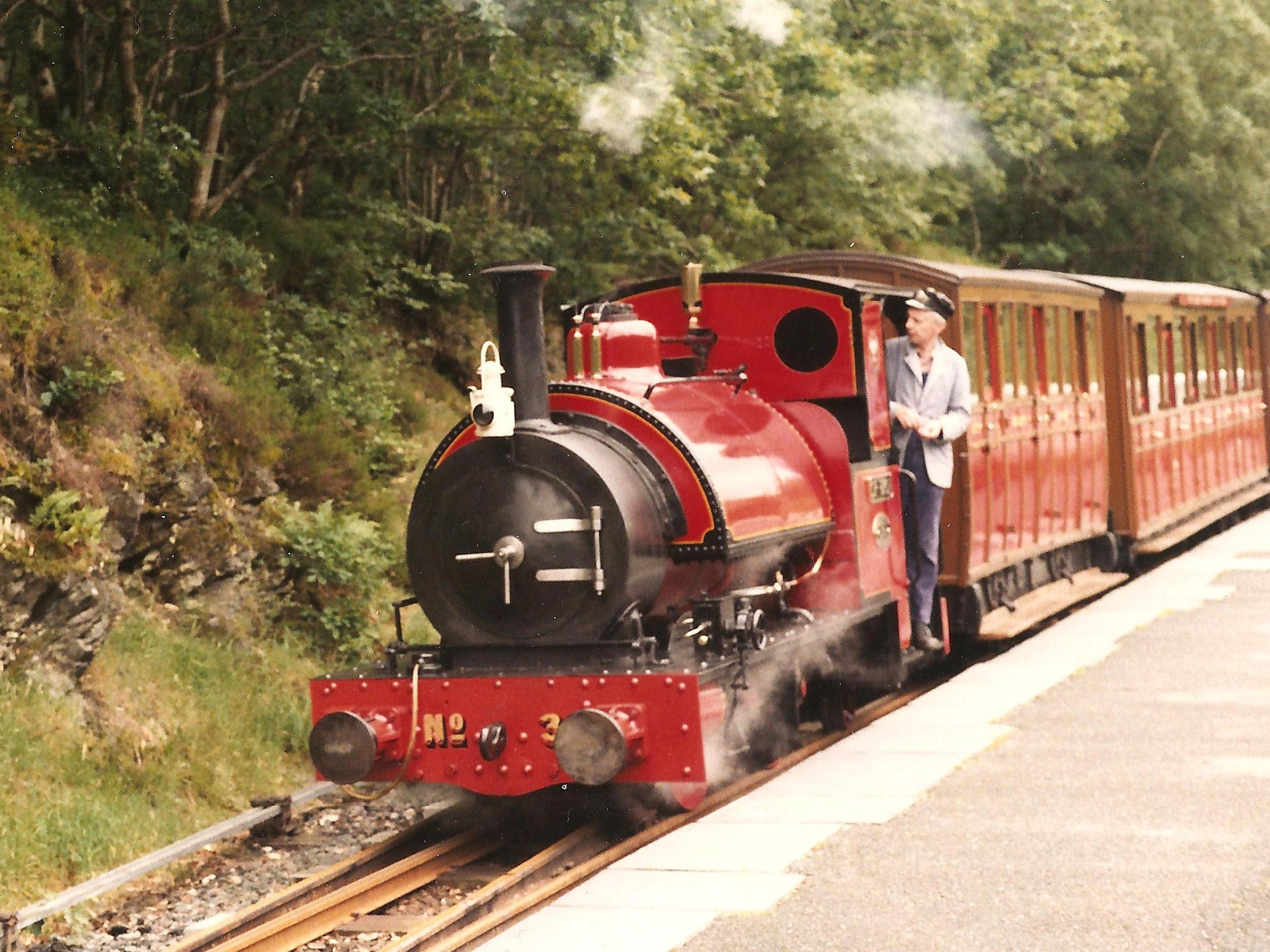
Lokomotive Nr. 3 Sir Haydn 1985

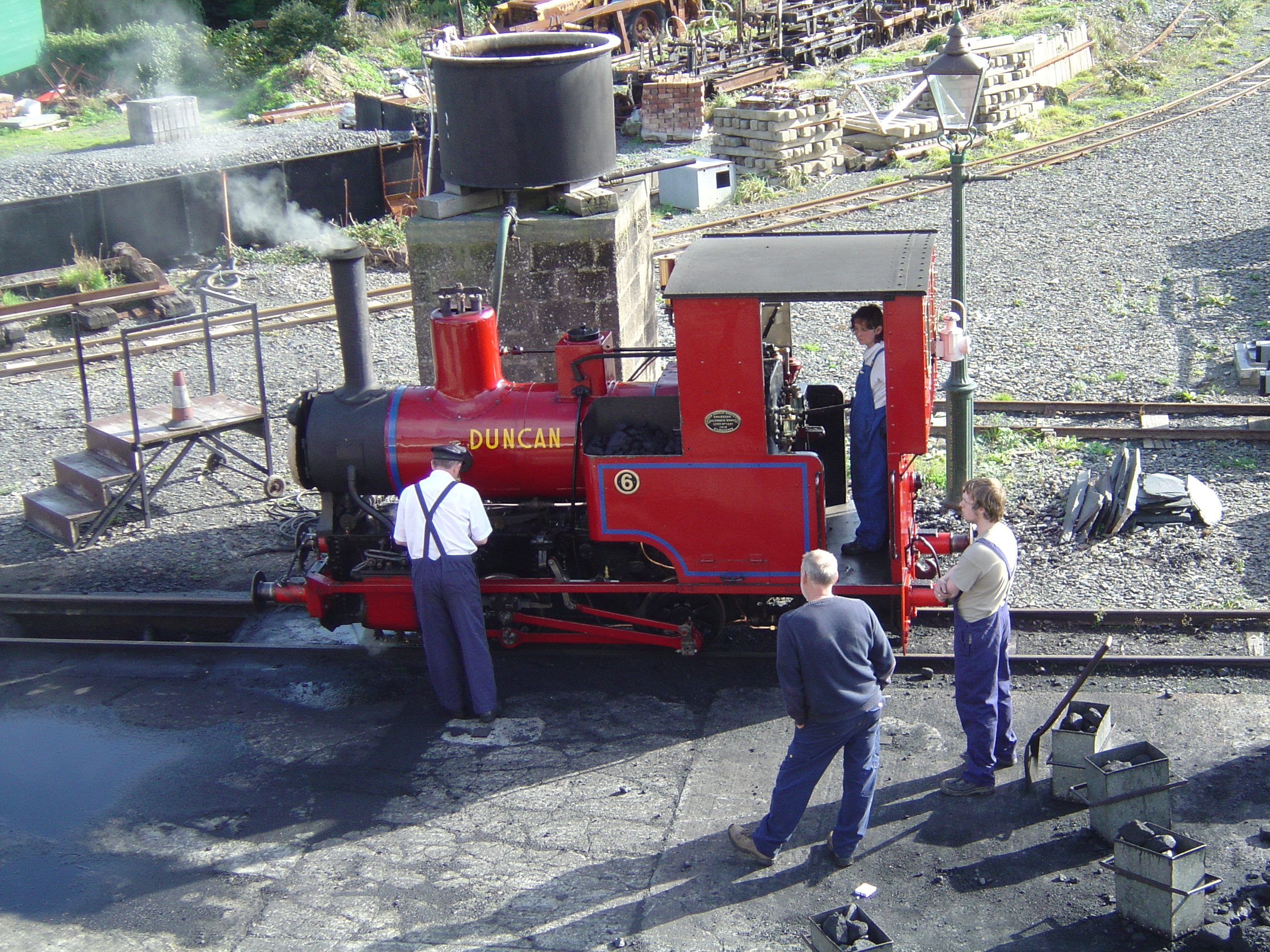
Nr. 6 Douglas, für den Kindertag als Duncan verkleidet

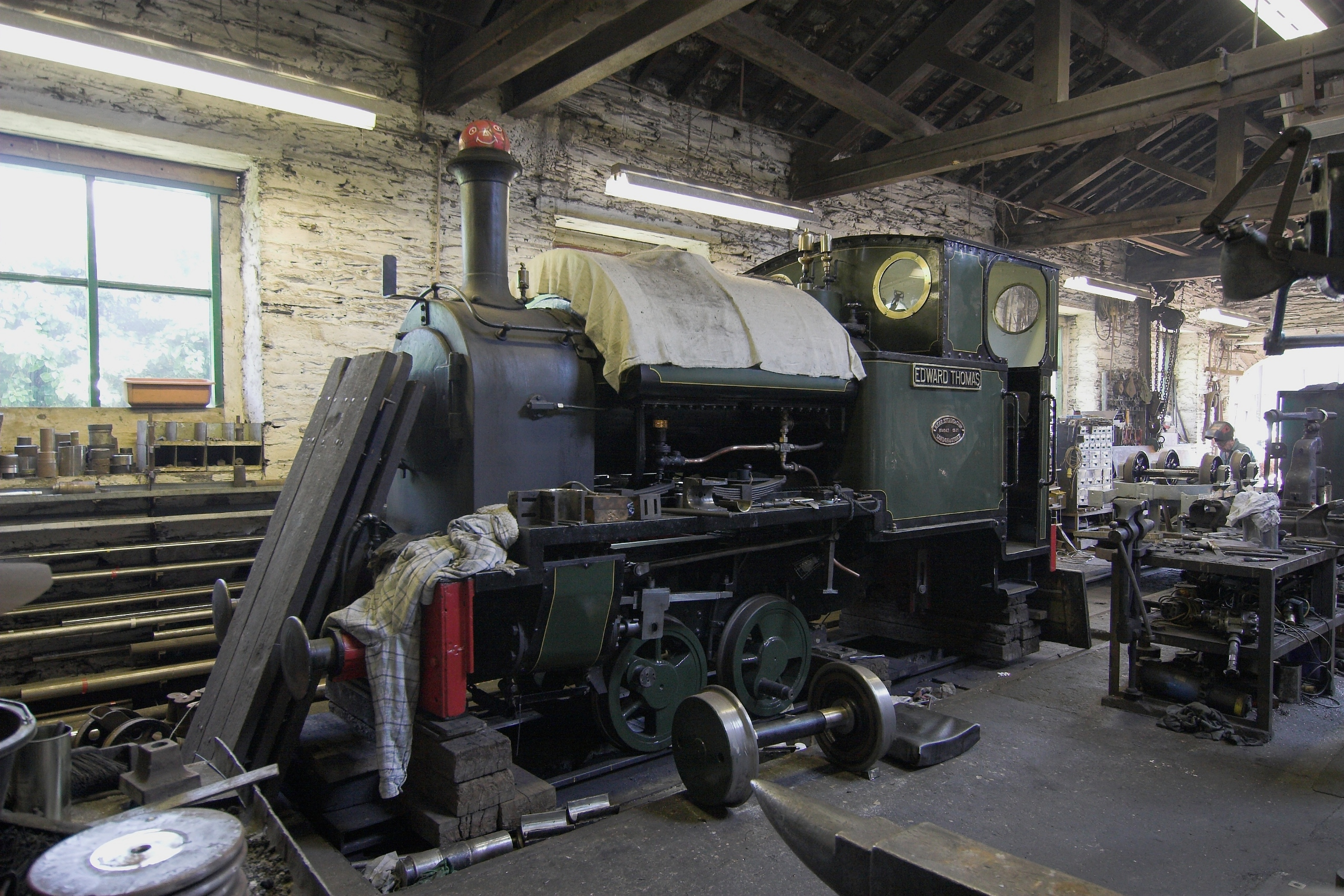
Nr. 4 Eduard Thomas in der Werkstätte Pendre, 2009

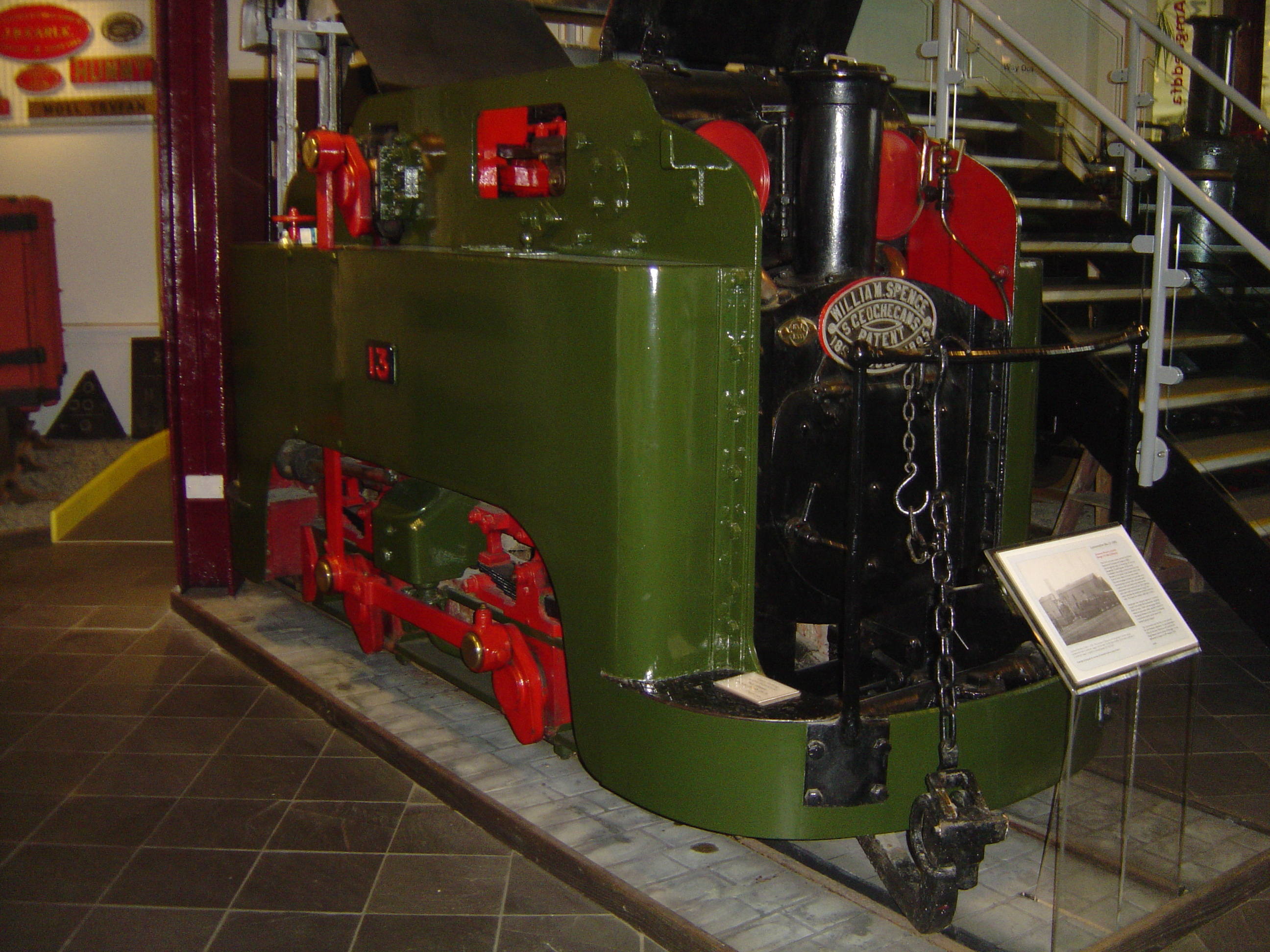
Die Lokomotive der Guinness-Brauerei, das erste Objekt für das Schmalspurbahnmuseum

Der Eigentumsübergang auf das Komitee gestaltete sich rechtlich schwierig, aber beide Parteien waren sich darüber einig, dass alle Aktien der Eisenbahn vom Haydn Jones estate auf ein neues Unternehmen mit dem Namen Talyllyn Holdings Ltd. übertragen werden sollten. Dessen Direktorium bestand aus zwei Vertretern des Nachlassverwalters und zwei Vertretern des Komitees. Die Eigentumsübertragung fand am 8. Februar 1951 statt und seit diesem Tag war die neu geformte Talyllyn Railway Preservation Society Besitzerin der Eisenbahnlinie. In der Hoffnung, die Bahnlinie bald wieder öffnen zu können, begann sie sofort mit der Öffentlichkeitsarbeit, um Spenden und weitere freiwillige Helfer zu finden. Schon im Mai hatte die Gesellschaft fast 650 Mitglieder. Die Wiedereröffnung der Bahn fand am Pfingstmontag dem 14. Mai 1951 statt. Die Züge fuhren dabei zwischen Wharf und Rhydyronen. Der fahrplanmäßige Betrieb begann am 4 Juni und dauerte bis zum Ende der Sommersaison.
In den ersten Jahren des Museumsbahnbetriebs mussten die Betreiber mit dem originalen Rollmaterial zurechtkommen. Bei der Übernahme der Linie war mit Dolgoch nur eine einzige Lokomotive betriebsbereit, und auch diese benötigte eine Generalüberholung. Um den Museumsbahnbetrieb aufrechtzuerhalten, wurden zwei weitere Dampflokomotiven, Nr. 3 und Nr. 4, von der kürzlich stillgelegten Corris Railway erworben und 1951 nach den Namen der früheren Besitzer der Linie Sir Haydn und Edward Thomas benannt. Da beide Bahnen die gleiche Spurweite hatten, war es relativ einfach, die neuen Loks für den Einsatz auf der Talyllyn-Bahn anzupassen.
Die Lokomotive Nr. 3 war 1951 die erste neue Lok auf der Strecke seit über 90 Jahren. Leider entgleiste sie relativ häufig. Eine Überprüfung ergab, dass der Schienenabstand der Talyllyn-Strecke etwa 13 mm breiter war als die offizielle Spurweite. Grund hierfür war der lange Achsstand der Lok Talyllyn. Beide ursprünglichen Lokomotiven, Talyllyn wie Dolgoch hatten ungewöhnlich breite Laufflächen, mit denen sie auch auf einer etwas zu breiten Spur fahren konnten. Das Problem wurde schließlich durch Umspuren der Strecke auf die korrekte Spurweite gelöst. Gleichzeitig wurden die Laufräder von Talyllyn seitenverschieblich gelagert und so der feste Achsstand der Lokomotive verkürzt.
Nr. 4 war nach dem Kauf nicht einsatzfähig, aber John Alcock, der Aufsichtsratsvorsitzende der Hunslet Engine Company, war ein Mitglied der Gesellschaft zur Erhaltung der Bahn und hat es ermöglicht, dass No. 4 kostenlos in seinem Unternehmen überholt werden konnte.
Ein weiterer früher Zugang an Lokomotiven war Nr. 6 Douglas, die von dem Birminghamer Unternehmen Abelsons Ltd. gespendet wurde. Die Lokomotive war für den damaligen britischen Luftwaffenstützpunkt RAF Calshot gebaut worden, in dem sie bis 1945 eingesetzt wurde. Nach der Umspurung von ursprünglich 610 mm Spurweite wurde die Lok ab 1954 eingesetzt. In den 1950er-Jahren überholten bezahlte und ehrenamtliche Mitarbeiter der TRPS die anfangs desolaten Bahnanlagen aus einer Motivation, die sich aus Abenteuertum, Enthusiasmus und Einfallsreichtum zusammensetzte.
Am 22. Mai 1957 sendete die BBC eine Livesendung direkt von der Eisenbahn. Zwei bekannte walisische Reporter, Wynford Vaughan Thomas und Huw Weldon, berichteten von einer Reise von Dolgoch nach Abergynolwyn. Durch diese Sendung stieg die Zahl der Besucher der Bahn in diesem Sommer auf mehr als 57.500 Fahrgäste. Die damit einhergehenden zusätzlichen Einnahmen erlaubten es der Bahngesellschaft, die Infrastruktur zu verbessern und damit auch den Erlebniswert für Touristen zu steigern. Im folgenden Jahr kam auch die Lokomotive Nr. 1 Talyllyn, eine der beiden Originallokomotiven, nach einer Generalüberholung zurück auf die Strecke.
In diesen Zeitraum fällt auch der Aufbau des Schmalspurbahnmuseums im Bahnhof Tywyn Wharf, dem Ausgangspunkt der Bahnlinie. Das erste Exponat war eine von der Guinness-Brauerei 1952 gespendete Lokomotive der kürzlich stillgelegten St. James's Gate Brewery-Eisenbahn. Ab 1954 arbeitete die Museumsbahngesellschaft am Aufbau eines „richtigen“ Museums. Aus dem ganzen Vereinigten Königreich wurden Exponate gesammelt, um den Kern einer zukünftigen Sammlung aufzubauen. Im Jahr 1955 begann der Umbau des ehemaligen Sprengstoffmagazins beim Wharf-Bahnhof in ein provisorisches Museum, und 1956 kamen die ersten Exponate nach Tywyn.

### Sicherung der Infrastruktur: 1960–1969

Tywyn Wharf im Jahr 1964 nach Verbesserung des Gleisplans

Die 1960er-Jahre waren für die Talyllynbahn eine Zeit der Konsolidierung. Der Stützpunkt in Pendre wurde mehrmals erweitert, um überdachte Abstellplätze für das Rollmaterial und weitere Werkstätten einzurichten. Dabei wurden moderne Maschinen, eine zweckmäßige Beleuchtung und eine neue Energieversorgung angeschafft. Substantielle Verbesserungen wurden auch im Bahnhof Tywyn Wharf vorgenommen, und die Strecke nach Abergynolwyn wurde Stück für Stück grunderneuert, bzw. neu verlegt. Die Passagierzahlen stiegen auch nach der BBC-Sendung von 1957 kontinuierlich an: 1960 wurden 67.000 Fahrgäste befördert, im Jahr 1964 waren es bereits 78.500 Aufgrund der steigenden Popularität der Eisenbahn wurde zudem ein Plan zur Konstruktion von neuem Rollmaterial aufgelegt.
In den frühen 1960er-Jahren mussten im Bahnhof Tywyn Wharf wesentliche Verbesserungen durchgeführt werden: Vor der Museumseisenbahnzeit bestand der Bahnhof nur aus einem Fächer von Gleisen, was bedeutet, dass eine Lok eines eingefahrenen Zuges nicht um die Wagen herumfahren konnte. Dies hatte zur Folge, dass die Wagen bis Pendre von hinten geschoben wurden und die Lok erst dort wieder an die Spitze des Zugs gesetzt werden konnte. Um die geschobenen Züge nach Pendre zu vermeiden, wurde schon im August 1952 eine Ausweiche im Bahnhof Wharf gebaut. Eine größere bauliche Veränderung wurde im Winter 1964/65 durchgeführt: Das Schienensystem wurde verbessert, und in das ursprüngliche Bürogebäude wurde ein Aufenthaltsraum für Fahrgäste und ein Shop eingebaut.
Da die Fahrgastzahlen auch in den späten 1960er-Jahren weiter stiegen, wurden zusätzliche Lokomotiven benötigt. Hinzu kam das Problem, dass die Lokomotive Nr. 1 Talyllyn auch nach ihrer Wiederherstellung nicht richtig lief. Die ungewöhnliche Spurweite der Bahn und das beschränkte Lichtraumprofil machten es unwahrscheinlich, eine unverändert auf der Strecke einsetzbare Lok zu finden. Daher wurde 1969 eine Lokomotive mit 914 mm Spurweite von Bord na Móna mit dem Ziel des Umbaus für den Betrieb auf der Talyllyn-Bahn gekauft. Diese Lok wurde inoffiziell Irish Pete genannt – ein Hinweis auf ihren früheren Einsatz.

### Streckenverlängerung nach Nant Gwernol: 1969–1980

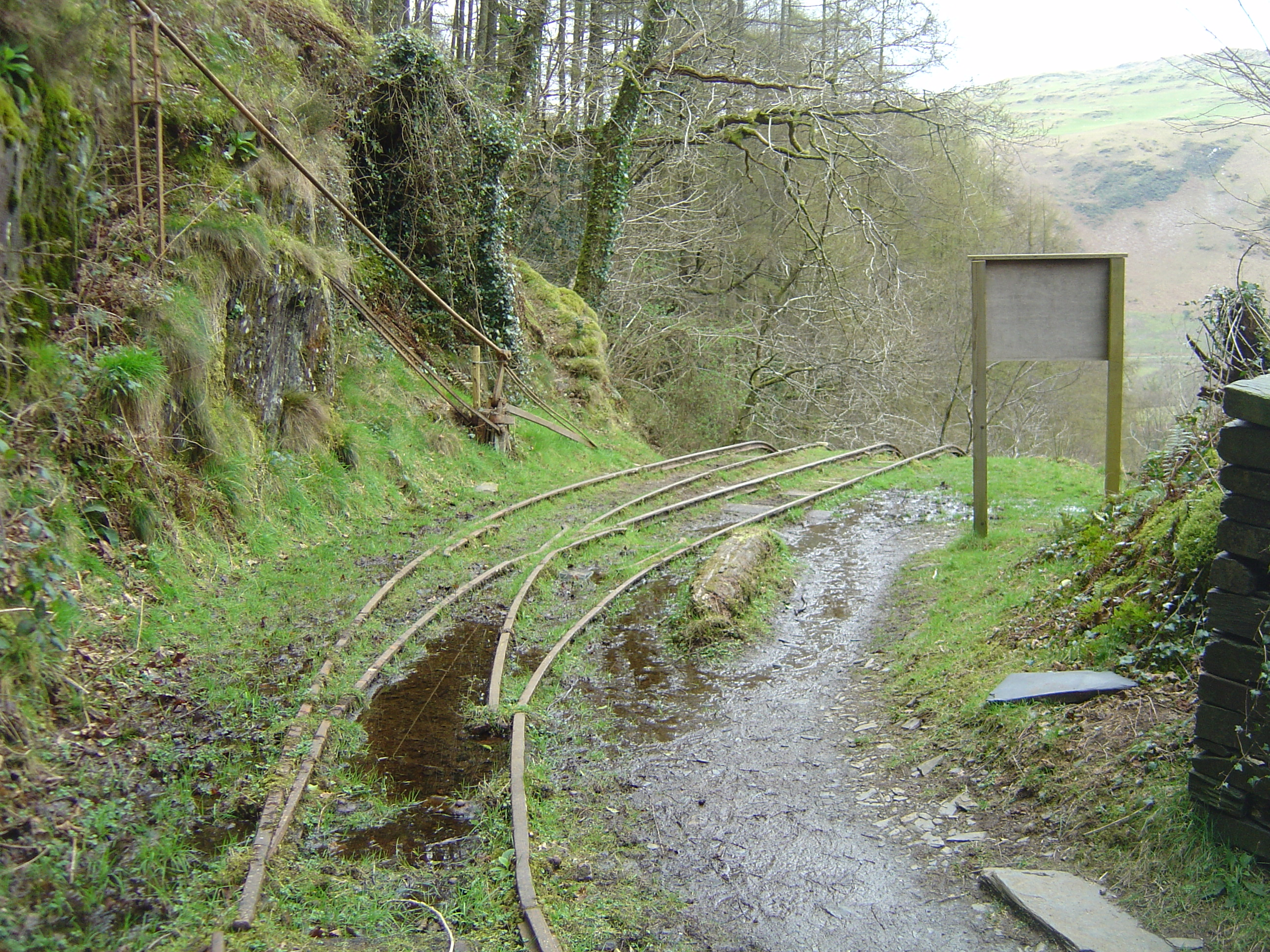
Das obere Ende des Alltwyllt-Bremsbergs 2008

Die Museumsbahnvereinigung plante schon lange, ihren Betrieb über die frühere reine Güterstrecke von Abergynolwyn bis zum Fuß des Alltwyllt-Bremsbergs zu erweitern. Bereits 1959 begannen die Vorarbeiten mit der Ermittlung der Landbesitzer, deren Land die Erweiterung berührte. Konkrete Planungen begannen in der Mitte der 1960er-Jahre, aber der Baubeginn war erst im Jahr 1968, nachdem die Bergstation der ehemaligen Standseilbahn nach Abergynolwyn abgerissen worden war.
Um die Gleise den Standards für den Personenverkehr anzupassen, war es notwendig, einige Kurven zu begradigen. Da die Bahn bisher auf einigen Felsvorsprüngen lief, waren dazu auch Sprengarbeiten vonnöten. Die Verlängerung und die neue Station Nant Gwernol wurden am 22. Mai 1976 von Wynford Vaughan Thomas eröffnet. Er schlug in der Eröffnungsfeier auch den symbolträchtigen „Letzten Nagel“ ein. Ungeachtet der Eröffnung waren noch kleinere Arbeiten notwendig, um die Bahnstrecke für den regulären Personenverkehr fit zu machen. Dieser begann auf dem Verlängerungsabschnitt am 29. Mai 1976.

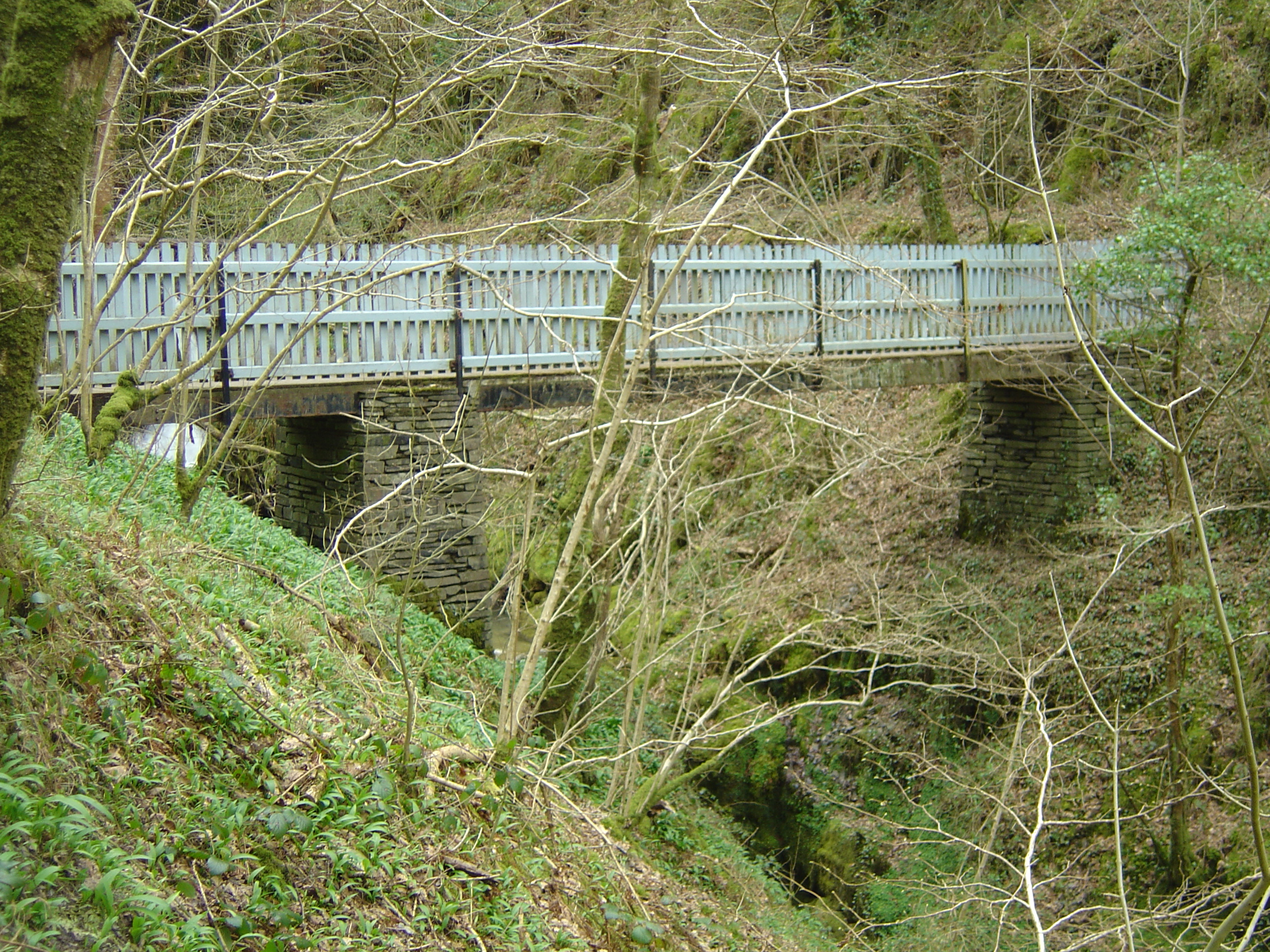
Die Fußgängerbrücke über den Nant Gwernol

Als die Erweiterung der Bahntrasse 1976 fertiggestellt war, ging die Arbeit in der Umgebung weiter: Über die Schlucht des Flusses Nant Gwernol wurde eine neue Fußgängerbrücke errichtet und mit dem existierenden Wanderweg auf der Ostseite des Flusses verbunden. Die Brücke und die Wanderwege wurden am 3. Mai 1980 von Gordon Parry, dem Vorsitzenden der Tourismusmarketigvereinigung Visit Wales, eröffnet. Ab der Mitte der 1970er-Jahre wurde es offensichtlich, dass die Fahrgastzahlen nicht weiter steigen würden. Der Höhepunkt wurde 1973 mit 186.000 Fahrgästen überschritten. Danach nahm die Zahl der Fahrgäste kontinuierlich bis in die 1990er-Jahre ab. Hauptgrund war das Aufkommen billiger Flugreisen zu Badezielen am Mittelmeer und die damit einhergehende Krise des Badetourismus in Wales.
Vorbereitende Arbeiten des Umbaus für den Einsatz von Irish Pete auf der Talyllyn-Bahn begannen in den frühen 1970er-Jahren. Sie wurden 1975 auf Eis gelegt und Fahrgestell wie Kessel in den Werkstätten in Pendre eingelagert.

### Konsolidierung: 1980–2001

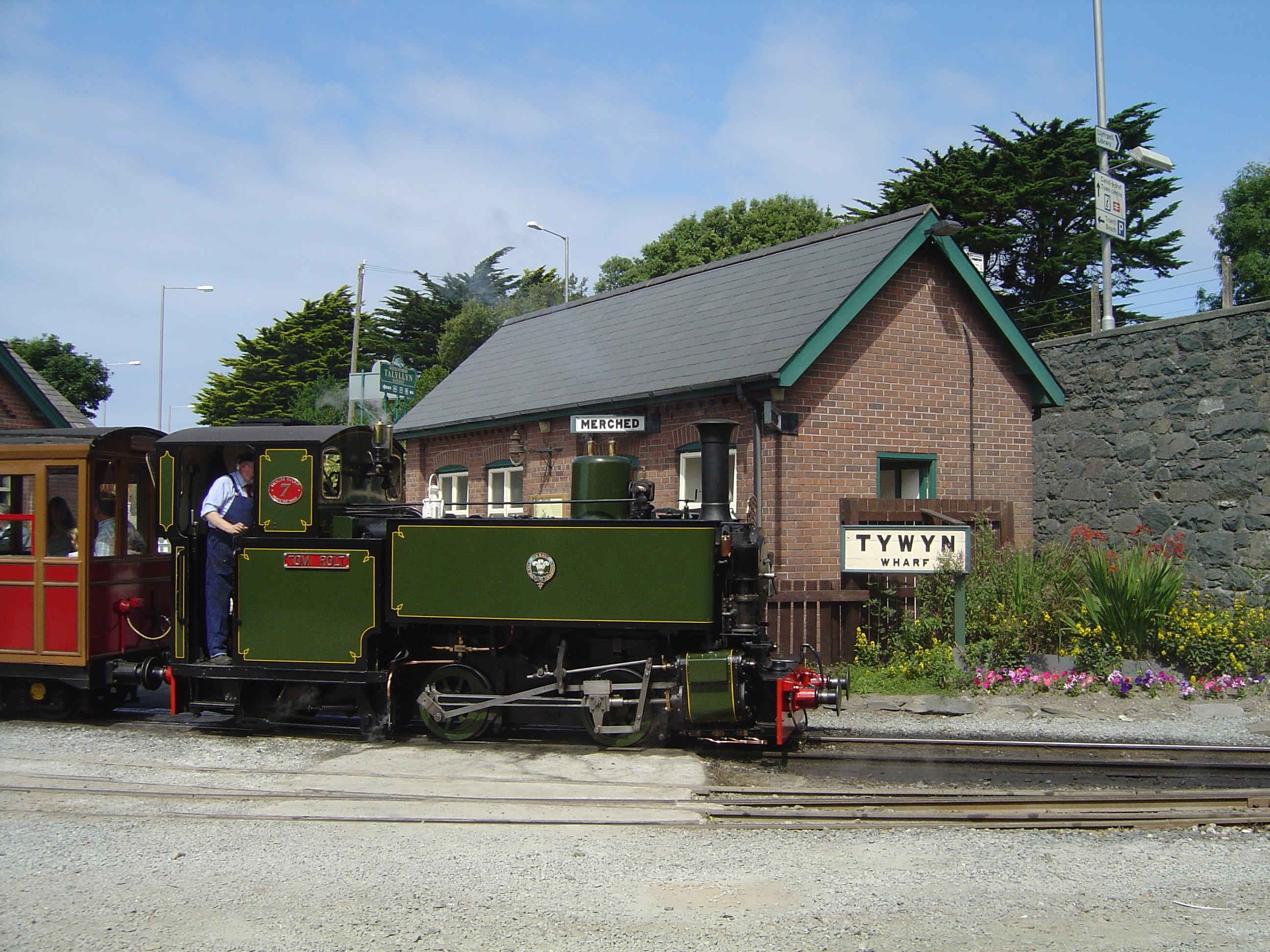
Lok Nr. 7 Tom Rolt im Bahnhof Tywyn Wharf

Die fallenden Fahrgastzahlen und die Fertigstellung der Erweiterung nach Nant Gwernol brachten für die Bahn eine Phase der Konsolidierung. 1987 war die Kesselfrist der Lok Nr. 6 Douglas abgelaufen, und der Kessel musste ausgetauscht werden. Man überlegte, ob es nicht sinnvoller sei, aus den Teilen von Irish Pete eine neue Lokomotive zu bauen, anstatt einen neuen Kessel für Douglas zu erwerben. 1988 wurden die Arbeiten an der ex-„Bord na Mona“-Lokomotive wiederaufgenommen. Ein Plan für eine 0-4-2 Seitentanklokomotive wurde von Chefingenieur John Bate ausgearbeitet. Dieser nutzte das Fahrgestell und den Kessel der Lokomotive, gab ihr einen neuen Aufbau und zusätzliche Laufräder. Die Lokomotive wurde nach dem ersten Vorsitzenden des Museumsvereins Tom Rolt genannt und am 6. Mai 1991 in Betrieb genommen. Während dieser Zeit wurden auch die Bahnhöfe in Tywyn Wharf und Pendre ausgebaut. Der Bahnhof von Abergynolwyn, der im Zuge der Erweiterung der Strecke nach Nant Gwernol in den 1970er Jahren umgebaut worden war, wurde ebenfalls noch einmal erweitert, um eine zusätzliche Attraktion am Ostende der Strecke zu bieten.
Eine Besonderheit blieb lange erhalten: Im Regulation of Railways Act von 1889 war unter anderem festgelegt worden, dass alle britischen Personenzüge mit einer durchgehenden Bremsanlage auszustatten sind. McConnel hatte für seine Talyllyn-Bahn jedoch eine Ausnahme erreicht. Zur Begründung hatte er die geringe Geschwindigkeit der Bahn und die Höhe der Kosten genannt, die die Gesellschaft in die Insolvenz getrieben hätten. Zum Ende der 1990er Jahre bestand Her Majesty's Railway Inspectorate jedoch darauf, dass auch die Talyllyn-Bahn diese Vorschrift umsetzen müsse – etwas mehr als 100 Jahre, nachdem diese erlassen worden war. Bis 2001 sind alle Personenwagen der Bahn mit Druckluftbremsen ausgestattet worden.

### Das neue Museum: 2001–heute
Der Museumsbahnverein feierte 2001 sein fünfzigjähriges Bestehen. In diesem Zusammenhang wurde ein neues Projekt aus der Taufe gehoben: eine weitere Erweiterung und Verbesserung der Einrichtungen im Bahnhof Tywyn Wharf. Viele Jahre lang war das Schmalspurbahnmuseum in provisorischen Räumen untergebracht. Die Pläne umfassten ein neues zweistöckiges Gebäude für das Museum und eine Erweiterung des existierenden Gebäudes für ein Café und einen Fahrkartenschalter.
Die erste Phase der Arbeiten begann im Januar 2002. Im Jahr 2003 bekam die Bahn eine Zuwendung von 682.500 £ von der Heritage Lottery als Zuschuss zu den Kosten von 1.170.000 £ für die Erneuerung des Bahnhofs. Der renovierte Bahnhof und das neue Museum wurden offiziell von Prinz Charles und der Duchess of Cornwall am 13. Juli 2005 eröffnet. Seit der Jahrtausendwende hat die Bahn wieder einen steten Zuwachs an Fahrgästen. 2006 konnten annähernd 95.000 Fahrten verkauft werden, auch wenn dies nur etwa halb so viele sind wie im Spitzenjahr 1973.
|  |  |

## Gegenwart

### Museumsbahnbetrieb

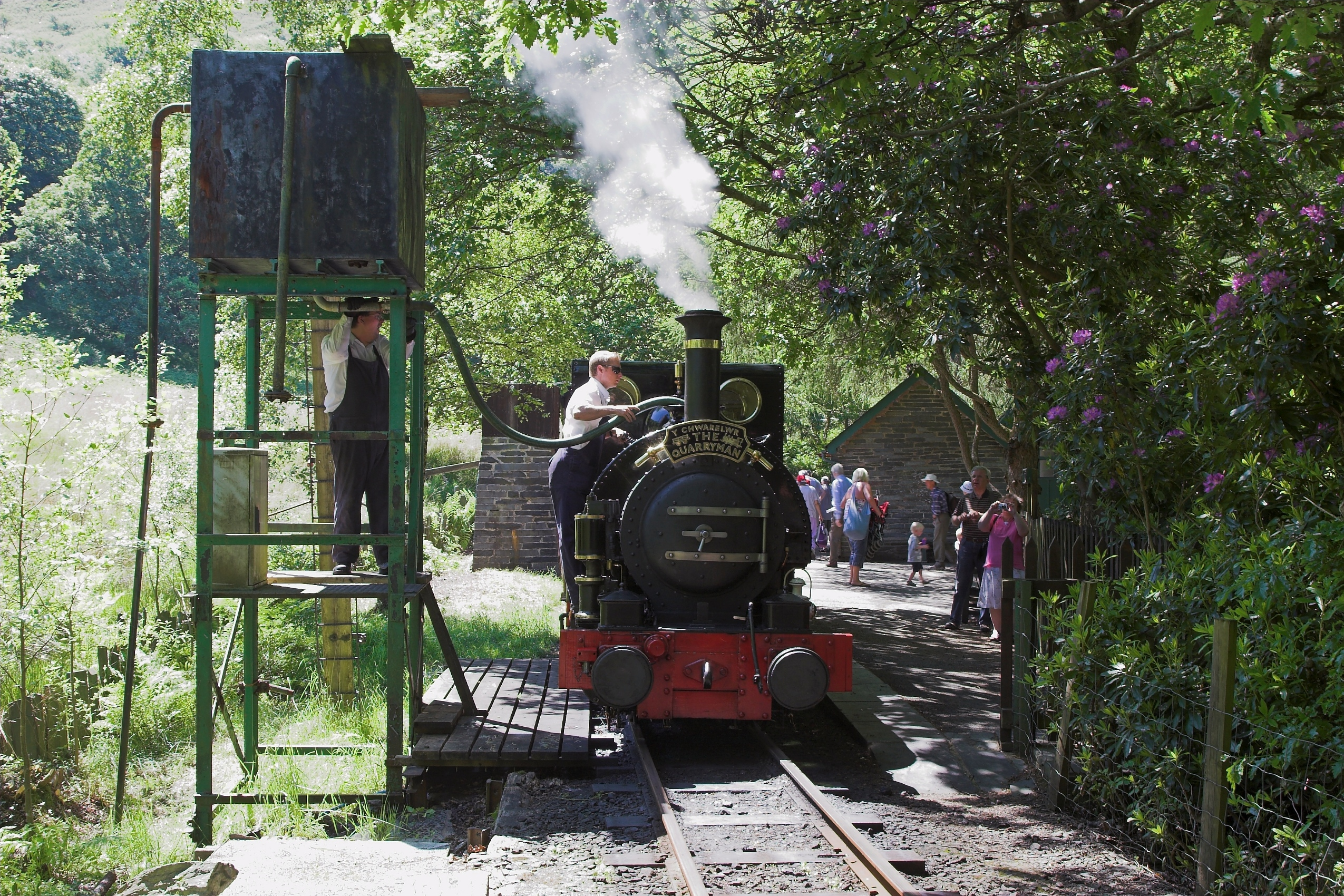
Nr. 1 Talyllyn beim Wasserfassen am Bahnhof Dolgoch

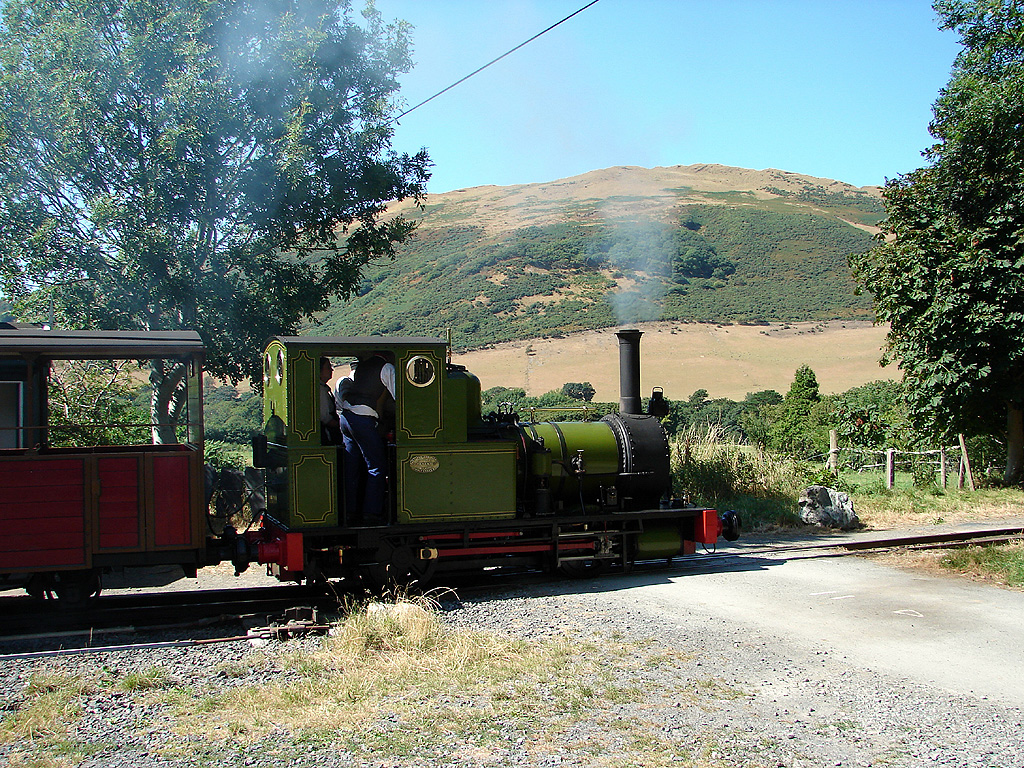
Dolgoch am Bahnübergang Brynglas

Die Talyllyn Railway ist weiterhin eine beliebte Touristenattraktion. Die originalen Dampflokomotiven und Personenwagen aus den 1860er Jahren fahren immer noch regelmäßig, ergänzt um modernes Rollmaterial. Die Bahn wird als eine der Great Little Trains of Wales vermarktet, ein gemeinsames Markenzeichen von derzeit (2009) zehn Schmalspurbahnen, überwiegend in Mittel- und Nordwales. Im Jahre 2006 wurden nahezu 51.000 Fahrgäste befördert.
Im Jahr 2003 beschäftigte die Bahn 13 Vollzeitmitarbeiter, im Sommer weitere sechs Teilzeitmitarbeiter und etwa 350 ehrenamtliche Mitarbeiter.
Die Bahngesellschaft besitzt neben sechs Dampflokomotiven auch vier Dieselloks, die im Wesentlichen zum Ziehen der Arbeitszüge verwendet werden. Normalerweise sind nicht alle Dampflokomotiven gleichzeitig einsatzfähig, da sich in der Regel mindestens eine der Lokomotiven bei einer planmäßigen Überholung befindet. Die Talyllyn-Bahn besitzt 23 Personen- und Güterwagen, darunter der Bremserwagen und alle Personenwagen der alten Talyllyn Railway.
Die Bahn befährt eine einspurige Strecke. Deshalb sind besondere Maßnahmen zur Sicherung von Zugfahrten erforderlich, um Zusammenstöße zu verhindern. Vor der Zeit als Museumsbahn war daher nie mehr als eine Lokomotive gleichzeitig im Einsatz („one engine in steam“). Mit der wachsenden Zahl von Fahrgästen wurde es notwendig, Ausweichen zu errichten und eine technische Zugsicherung einzuführen.
Die Bahnlinie ist durch ein Zugstabsystem gesichert. Ein Zugstab (englisch: token) berechtigt zum Befahren eines bestimmten Streckenabschnitts. Die Zugstäbe werden elektrisch miteinander gekoppelten Apparaten an den Ausweichstellen entnommen. Es kann immer nur ein Token für einen bestimmten Streckenabschnitt entnommen werden, so dass auch immer nur ein Zug zwischen zwei Bahnhöfen verkehren darf. Ausweichen gibt es in Pendre, das seit der Eröffnung der Strecke als Rangierbahnhof benutzt wird, Brynglas (seit 1953) und Quarry Siding (seit 1963). Im Zuge der Verlängerung nach Nant Gwernol im Jahre 1976 bekam auch Abergynolwyn eine Ausweiche. Jede Ausweiche wird von einem kleinen Stellwerk, Blockposten genannt, kontrolliert. Dort befinden sich die Hebel mit denen sich die Weichen stellen lassen, die Vorrichtungen für die Zugstäbe und ein Telefon. Die Bahn besitzt nur wenige Signale. An deren Stelle gibt es Stoppschilder an jeder Ausweiche. Ein Weiterfahren an dieser Stelle ist nur nach einem Signal des Streckenpostens erlaubt. Ist der Streckenposten unbesetzt, so ist es die Aufgabe der Lokpersonals, den Zugstab auszutauschen.

### Sonderveranstaltungen
Die Museumsbahn organisiert über das Jahr verteilt eine Reihe von Sonderveranstaltungen. Dazu gehören die Tom Rolt Steam and Vintage Rally, die Duncan Days für Kinder sowie die Tywyn Victorian Week. Seit 1984 gibt es die jährliche Laufveranstaltung Race the Train, einen Lauf entlang der Strecke von Tywyn nach Abergynolwyn und zurück. Die Herausforderung für die Läufer ist, die Strecke schneller zurückzulegen als der Zug. Dieser benötigt für die 23,3 km etwa 1 Stunde 45 Minuten.

### Young Members Group
Zur Young Members Group (Gruppe junger Mitglieder) gehören die zwischen 14 und 25 Jahre alten Vereinsmitglieder. Während der Hochsaison wird gelegentlich ein „Young Members Day“ (Tag junger Mitglieder) durchgeführt. An diesem übernehmen die jüngsten für die jeweilige Aufgabe qualifizierten Mitglieder den Betrieb der Bahn.

## Die Bahn als Vorbild für Literatur und Film
Der Pfarrer Wilbert Vere Awdry war in den 1950er-Jahren ehrenamtlicher Mitarbeiter der Talyllyn Railway. Viele Episoden seiner berühmten Eisenbahngeschichten über Thomas, die kleine Lokomotive beziehen sich auf dortige Vorkommnisse und Personen. Strecke, Lokomotiven und Wagen der fiktiven Skarloey Railway auf der ebenso fiktiven Insel Sodor haben ihr Vorbild bei der Talyllyn Railway.

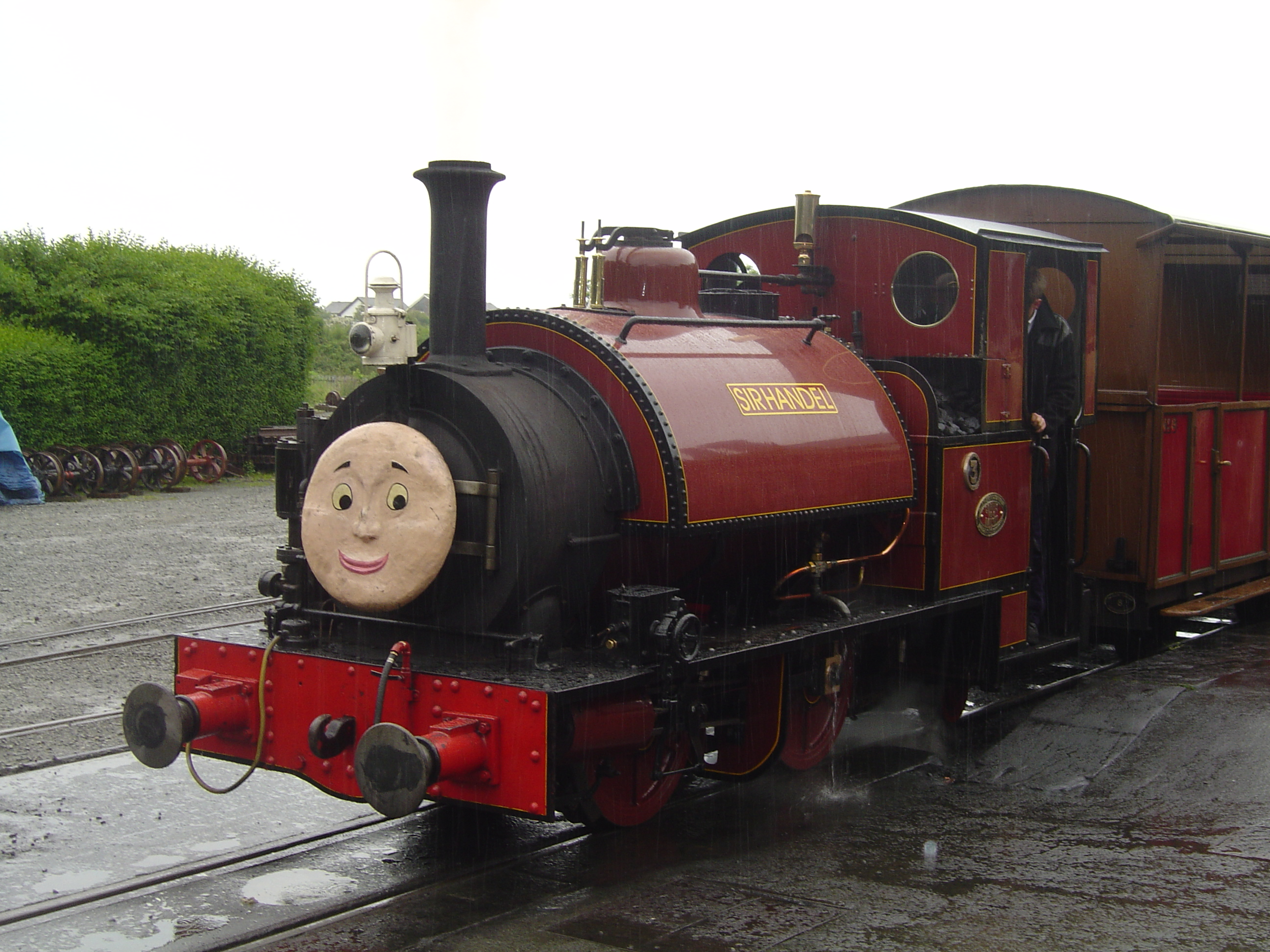
Sir Haydn verkleidet als Sir Handel, 2008

Seit 1983 wurden mit der Genehmigung Awdrys einige der Talyllyn-Lokomotiven in das Erscheinungsbild ihrer jeweiligen Skarloey-Railway-Zwillinge umgestaltet. Die erste Lokomotive war Sir Haydn, aus der Sir Handel wurde, später folgte Edward Thomas als Peter Sam und Douglas als Duncan
. Duncan erfreute seit dieser Zeit als Lokomotive mit Gesicht Kinder an einigen Wochenenden in der Saison und an mehreren Wochentagen im August und im September. Beim Children's Duncan Day finden noch weitere, meist kinderbezogene Aktivitäten statt. Ende 2007 musste Duncan zur Generalüberholung in die Werkstatt, und Sir Handel übernahm, ebenfalls mit Gesicht, die Fahrten. 2009 musste Sir Handel wegen technischer Probleme passen und wurde durch Peter Sam ersetzt.
Für die erste Staffel der Fernsehadaption der Railway Series-Bücher wurden die Soundeffekte für die Dampflokomotiven auf der Talyllyn aufgenommen. Als die Schmalspurloks 2012 in die CGI-Serie eingeführt wurden, besuchte das Animationsstudio die Talyllyn Railway erneut, um die Lokomotiven genau zu untersuchen und zu messen.
Die Erhaltung der Talyllyn Railway durch freiwillige Mitarbeiter war der Grundgedanke für den 1953 gedrehten Film The Titfield Thunderbolt der Ealing Studios. Die Geschichte zeigt, wie eine Gruppe von Dorfbewohnern versucht, den Bahnverkehr auf einer stillgelegten Nebenstrecke wieder in Gang zu bringen. Der Drehbuchschreiber T.E.B. Clarke verbrachte 1951 einen Tag auf der Talyllyn, und einige Ereignisse aus der Anfangszeit der Museumsbahn wurden in den Film integriert. Der Film selbst wurde jedoch nicht auf der Talyllyn-Bahn gedreht, sondern auf der kurz zuvor stillgelegten Nebenstrecke der Bristol and North Somerset Railway durch das Tal des Cam Brook in Somerset.

## Sonstiges
Die Eisenbahn ist Mitglied der Great Little Trains of Wales.